# Esteve II de Kakhètia
Esteve II de Kakhètia (Step'anos II de Kakhètia, en georgià : სტეფანოზ II, Step'anoz II) fou un príncep de Kakhètia de la dinastia dels Cosròides, que va regnar del 685 al 736 segon Cyril Toumanoff. Va reclamar el càrrec de príncep-primat d'Ibèria com Esteve III d'Iberia, però mai el va arribar a exercir.
La Crònica georgiana el considera fill d'Adarnases, que seria Adarnases II d'Ibèria i de Kakhètia i no Adarnases I d'Ibèria i Kakhètia com es va pensar molt de temps. Li atribueix un regnat de 24 anys, del 639 al 663. La mateixa crònica estableix que fou ell, més que cap altre rei de Geòrgia, un home pietós, depurador de la religió i constructor d'esglésies. A més diu que va residir a Tiflis i que sota el seu regnat van viure els catholicos « Samuel i Enon ».
Segons Cyril Toumanoff, Esteve II derivava de la dinastia dels cosròides que governava Kakhètia des de l'abolició del regne d'Ibèria el 580; diu que era fill d'Adarnases II de Kakhètia que fou príncep de Kakhètia i príncep primat d'Ibèria del 650 al 684/685. A la mort del seu pare el títol de príncep primat d'Ibèria va retornar a la dinastia guaràmida en la persona de Guaram III d'Ibèria, príncep de Javakètia i Calarzene.
Esteve II de Kakhètia fou el pare de Mirian de Kakhètia i d'Artxil de Kakhètia el Màrtir-